# ألكساندر غور آركرايت هور روثفن (إيرل غوري الأول)
القائد الجنرال ألكساندر غور أركرايب هور روثفن (بالإنجليزية: Alexander Hore-Ruthven, 1. Earl of Gowrie)‏ (6 يوليو 1872 – 2 مايو 1955)، إيرل غوري الأول، الحاصل على وسام صليب فيكتوريا، وسام القديس ميخائيل والقديس جرجس، وسام الحمام (رتبة الشرف الحمام)، وسام الخدمة المميزة ومشبك ميدالي، وعضو في المجلس الخاص للمملكة المتحدة، كان ضابطًا في الجيش البريطاني والحاكم العام العاشر لأستراليا بين عامي 1936 و1945. كان سابقًا حاكمًا لأستراليا الجنوبية (1928-1934) وحاكمًا لنيوساوث ويلز (1935-1936).
وُلد غوري في ونزر، باركشير، إنجلترا، لعائلة أرستقراطية صغيرة. انضم إلى وحدة يومانية تطوعية في سن السابعة عشر، ثم التحق بالجيش النظامي في سن التاسعة عشر. قاتل غوري في السودان أثناء الثورة المهدية، ومُنح وسام صليب فيكتوريا لإنقاذ جندي مصري مصاب. في وقت لاحق، خدم في حملة أرض الصومال وكمعاون في المخيم للورد الملازم لإيرلندا. خلال الحرب العالمية الأولى، قاد غوري وحدات في حملة جاليبولي وفي الجبهة الغربية، فائزًا بعدة أوسمة فخرية أخرى. أنهى مسيرته العسكرية برتبة قائد جنرال.
في عام 1928، عُين غوري حاكمًا لجنوب أستراليا. حُظي تعامله مع حالة عدم الاستقرار السياسي أثناء أزمة الكساد الكبير بتقدير عظيم، وحين انتهت فترة ولايته؛ عُين حاكمًا لنيوساوث ويلز. مع ذلك، دامت ولاية غوري الثانية أكثر من عام بقليل، إذ أوصى جوزيف ليونس به ليصبح حاكمًا عامًا. فضلًا عن ضغوط الحرب العالمية الثانية، واجه العديد من التحديات الدستورية، بما في ذلك وفاة ليونز في منصبه وهزيمة حكومة آرثر فادن على اقتراح حجب الثقة. طالت فترة ولاية غوري بسبب الحرب، وقضى في المجموع تسع سنوات في منصبه، وهي أطول فترة لأي حاكم عام.

## نشأته وأصله
وُلد ألكسندر هور روثفن في 6 يوليو 1872 في ونزر، باركشير، إنجلترا، المملكة المتحدة، وهو الابن الثاني لوالده والتر هور روثفن؛ بارون روثفن غوري الأول (1838-1921)، واللورد روثفن التاسع لفريلاند، ولأمه ليدي كارولين أنسلي غور (1848-1914)؛ ابنة إيرل آران الرابع. بعد التحاقه بمدرسة وينتون هاوس في وينشستر (وليست كلية وينشستر كما ذُكر في بعض المصادر) كتلميذ داخلي من عام 1884 إلى 1885، أمضى هور روثفن معظم تعليمه المبكر في كلية إيتون ثم في كلية هيليبيري وامبريال سيرفيس، حيث بقي حتى عام 1888 عندما انسحب بسبب مشاكل في النظر وأرسله والداه إلى العمل. عمل أولًا في مكتب تاجر للشاي في غلاسكو ثم سافر إلى الهند للعمل في مزرعة شاي في آسام. غير أن هور روثفن سرعان ما استسلم للملاريا وعاد إلى إنجلترا في عام 1892.

## مسيرته العسكرية
في 19 أكتوبر 1889، أسنِد إلى هور روثف مهمة ملازم ثان في سلاح فرسان يومانية لاناركشاير. بعد عودته إلى إنجلترا في عام 1892، انضم إلى الجيش النظامي. عقب التدريب في كلية الخدمات المتحدة، كُلف في 27 أبريل 1893 بمنصب ملازم في الكتيبة الثالثة للمشاة الخفيفة للمرتفعات، ورُقّي إلى رتبة نقيب في 18 نوفمبر 1896. ذُكر في تقارير عسكرية خلال حملة السودان (الثورة المهدية).
أثناء عملية القضارف في 22 سبتمبر 1898، عمل من الشجاعة ما أكسبه صليب فيكتوريا:
- 28 فبراير 1899 -فخامة النقيب إيه جي إيه هور روثفن، الكتيبة الثالثة، فوج المشاة الخفيفة للمرتفعات

من دواعي سرور الملكة إبداء عزمها على منح وسام صليب فيكتوريا للضابط المذكور أدناه، الذي قُدمت مطالباته إلى جلالة الملكة للموافقة عليها، لشجاعته الواضحة خلال الهجوم على حارس الأمتعة في عملية القضارف في 22 سبتمبر 1898، كما سُجل باسمه:
- في 22 سبتمبر 1898، شاهد النقيب هور روثفن ضابطًا مصريًا مصابًا بجروح على بعد 50 ياردة من تقدم الدراويش، الذين كانوا يطلقون النار ويهاجمون، فأخذه وحمله إلى الكتيبة المصرية السادسة عشرة. أوقع الضابط المصاب مرتين أو ثلاث وأطلق النار على الدراويش، الذين كانوا يلاحقونه، للتحقق من تقدمهم. لو تُرك الضابط حيث وقع أول مرة، فلابد وأنه قُتل.

في مايو 1899، مُنح هور روثفن أيضًا النيشان العثماني، الدرجة الرابعة، من قبل سلطان الدولة العثمانية لخدماته في السودان. في 17 مايو، استلم تكليفًا نظاميًا كملازم ثان في صفوف جبليي كاميرون للملكة، متراجعًا رتبتين. في أواخر نوفمبر، كان جزءًا من سلاح الجمل أثناء العمليات التي أدت إلى هزيمة الخليفة، عبد الله التعايشي (المذكور في التقارير العسكرية 25 نوفمبر 1899). في 14 ديسمبر 1900، مُترقيًا إلى ملازم مساعد؛ نائب لملازم مردوخ الذي قُتل في عملية، خاض هور روثفن حملة أرض الصومال بين عامي 1903 و1904، ورُقّي إلى ملازم نظامي في 16 أبريل 1904.
في عام 1905، أصبح هور روثفن معاونًا للورد دادلي في المخيم، ثم اللورد الملازم لإيرلندا. بالانتقال إلى حرس دراغون الأول (للملك) في عام 1908، رُقي إلى رتبة نقيب مساعد في ذلك الفوج في 11 أبريل، مستعيدًا رتبته السابقة بعد تسع سنوات. في عام 1908، عُين دادلي حاكمًا عامًا لأستراليا، وذهب هور روثفن معه كأمين عسكري. غادر أستراليا عام 1910 وعاد إلى الخدمة العسكرية في الهند.

في 2 أبريل 1915، انتقل هور روثفن إلى الحرس الويلزي ورُقي إلى رتبة رائد في نفس التاريخ. عُين ضابط ركن حرب برتبة ملازم كولونيل مؤقتة في 18 يناير 1916، ومُنح وسام الخدمة المميزة في الأول من يناير 1916. مُنح مشبك ميدالي لوسام الخدمة المميزة في 2 أبريل 1919، وفيما يلي نص الاقتباس:
تولى قيادة لوائه بشجاعة واضحة وحسم خلال العمليات في شرق يبر من 28 سبتمبر إلى 27 أكتوبر 1918. كان تواجده وتحمله الفردي في أوقات حرجة أثناء القتال ذا قيمة بالغة الأهمية، وخاصةً أثناء هجوم مضاد قوي للعدو. في 20 أكتوبر، في سانت لويس، تقدم بين القوات المهاجمة في مرحلة حرجة، وأوحى إليهم بالجهد الأخير، الذي أتاح الاستيلاء على قاعدة مرتفعة ذات قيمة تكتيكية كبيرة.
رُقي إلى رتبة فنية؛ ملازم كولونيل في 15 أكتوبر 1917، وعُين في هيئة الأركان برتبة قائد جنرال مؤقت في 26 ديسمبر. في الأول من يناير 1918، نُصّب حاملًا لوسام القديس ميخائيل والقديس جرجس. حمل وسام شرف الحمام في 3 يونيو.
خلال الحرب العالمية الأولى، خدم في فرنسا وفي جاليبولي، حيث أصيب بجروح بالغة وذُكر في التقارير العسكرية خمس مرات. أنهى الحرب كقائد جنرال، وقاد القوات البريطانية في ألمانيا بين عامي 1919 و1920. في 14 ديسمبر 1920، عُين قائد وحدة لفوجه برتبة كولونيل مؤقت، ورُقي إلى رتبة كولونيل في 5 يوليو 1922 (الأقدمية اعتبارًا من 15 أكتوبر 1921). بعد ذلك، شغل عدة مناصب في أركان الجيش، واستلم قيادة لواء في الأول من أكتوبر 1924 برتبة كولونيل قائد مؤقت، الذي حل محل رتبة قائد جنرال، عندما حصل على لقب قائد الفرسان لوسام القديس ميخائيل والقديس جرجس (24 يناير 1928) وعُين حاكمًا لجنوب أستراليا (أدى اليمين في 14 مايو 1928).